# Kradljivci krzna (album sa sličicama)
Kradljivci krzna je album sa sličicama strip junaka Veliki Blek, koji je u period 1974-1991. izlazio u okviru Lunov magnus stripa. Album je izašao 1986. godine u izdanju Dnevnika iz Novog Sada. Autori su bili Branko Plavšić, Sibin Slavković i Bane Kerac. Epizoda je kao strip objavljena tek 2024. godine pod imenom Kradljivci krzna u okviru obnovljene edicije Lunov magnus stripa. Tiraž albuma je bio oko 200.000 primeraka.